# Большой редунка
Большой редунка, или большой болотный козёл (лат. Redunca arundinum) — млекопитающее семейства полорогих).

## Описание
Большой редунка высотой от 80 до 105 см. Шерсть коричневая или бурая, брюхо окрашено в белый цвет. Короткий пушистый хвост также сверху бурый, а снизу белый. Передние конечности имеют спереди вертикальную чёрную полосу. Рога самца направлены вперёд и слегка завиты.
При опасности животные издают характерный, громкий свист.

## Распространение
Вид распространён во влажных саваннах восточной и южной Африки. По причине специфичности жизненного пространства вид постоянно имеет локальное распространение.
Типичным местообитанием животных являются берега водоёмов с высокой растительностью и тростником. Эти травоядные животные держатся как парами, так и большими группами.

## Подвиды
- Redunca arundinum arundinum, южнее Замбези
- Redunca arundinum occidentalis, южнее экватора